# Thema-Rhema-Gliederung
Thema-Rhema-Gliederung (TRG) wird in der Linguistik die Gliederung einer Äußerung in schon Bekanntes (Thema) und neue Information (Rhema) genannt, also ob und wie in einer Äußerung ein Neuigkeitsaspekt versprachlicht wird. Andere Bezeichnungen dafür sind Thema-Rhema-Progression, aktuelle Satzgliederung, funktionale Satzperspektive oder Informationsstruktur.
Der Ausdruck wurde von den Funktionalisten der Prager Schule eingeführt. Erstmals formuliert wurde das Konzept von Vilém Mathesius.

## Thema und Rhema
Das Thema (griech. θέμα, théma, „das Gesetzte, Aufgestellte, bes. eine aufgestellte Behauptung“) eines Satzes ist die bereits bekannte, erwähnte oder durch den Kontext gegebene Information. Das Rhema (griech. ῥῆμα, rhẽma, eigentlich „das Gesagte, Wort, Spruch, Ausspruch; (in der Grammatik:) Zeitwort“, hier etwa „Aussage“) ist die neue, erfragte bzw. kommunikativ relevante Information. Das Rhema trägt den Hauptakzent des Satzes. Insbesondere am Anfang eines Textes können auch Sätze auftreten, die nur rhematisches Material enthalten. Eine Äußerung ohne Rhema ist uninformativ und verstößt gegen die Grice'schen Konversationsmaximen.
Als Ausdrucksmittel für die Thema-Rhema-Struktur dienen im Deutschen vor allem die Betonung (des Rhemas), die Satzgliedstellung (Thema am Satzanfang, Rhema am Satzende) und besondere grammatische oder lexikalische Mittel der Perspektivierung wie etwa das Passiv. Sowohl das Thema als auch das Rhema können mehrere Satzglieder umfassen. Satzglieder mit dem größten Mitteilungswert befinden sich in der Regel am Ende des Satzes.
Der Begriff Thema-Rhema-Gliederung wird in der Syntax der funktionalen Grammatik und in der Textlinguistik verwendet.
In der funktionalen Grammatik untersucht die Thema-Rhema-Gliederung, wie syntaktische Phänomene (z. B. Satzgliedfolge) von der Struktur Bekanntes -- Neues abhängen.
Die Textlinguistik beschreibt mit Hilfe der Thema-Rhema-Gliederung den inhaltlichen Aufbau von Sätzen und Texten sowie die kommunikative Funktion einzelner Textteile, etwa ihre Relevanz für den Hörer oder Leser. Innerhalb eines Textes sichert die Thema-Rhema-Gliederung den inhaltlichen und formalen Zusammenhang zwischen den einzelnen Sätzen (Kohärenz bzw. Kohäsion). Dabei wird davon ausgegangen, dass die betrachteten Sätze in Thema und Rhema analysiert werden können.

## Beispiele
- In Berlin (Thema) hat es heute geregnet (Rhema).
- Ich (Thema) habe gerade einen Anruf bekommen (Rhema).
- Es war einmal ein König (Rhema). Der (Thema) hatte drei Töchter (Rhema).
- Frage-Antwort-Paar:

Was hat Papa gestern gemacht? (nur rhematisches Material bzw. kontextabhängige Thema-Rhema-Aufteilung)
Papa hat gestern (Thema) das Auto gewaschen (Rhema, erfragte Information).
- Durch Verschiebung der Positionen von Thema und Rhema erhält der Satz eine starke Betonung oder emotionale Färbung:

Was hat Papa gestern gemacht?
Das Auto gewaschen (Rhema) hat er (Thema).

## Thema-Rhema-Verlauf im Text
Es lassen sich verschiedene Arten unterscheiden, wie ein Thema im Textzusammenhang erscheint:
- Einfache lineare Progression: Das Rhema des ersten Satzes ist Thema des zweiten Satzes. Beispiel: „Peter ist ziemlich erkältet. Seine Erkältung ist aber nicht bedenklich“. „erkältet“ bzw. „Erkältung“ ist Rhema von Satz 1 und Thema von Satz 2.
- Progression mit durchlaufendem Thema: Das Thema des ersten Satzes ist auch Thema des zweiten Satzes. Beispiel: „Peter ist ziemlich erkältet. Er kann trotzdem zur Arbeit gehen.“ „Peter“ und „er“ beziehen sich auf dieselbe Person, damit ist das Thema in Satz 1 und 2 identisch.
- Thematischer Sprung: Erster und zweiter Satz haben weder ein Thema noch ein Rhema gemeinsam. Beispiel: „Peter ist ziemlich erkältet. Die Arbeitsstelle ist schlecht beheizt.“ Der Zusammenhang der beiden Sätze erschließt sich nicht aus einer Thema-Rhema-Progression, sondern mit Hilfe unseres Wissens über die Welt.[4]

Weitere Unterscheidungen basieren auf diesen drei Grundarten.

## Verwandte Begriffe
Je nach genauer Definition finden sich für das Thema auch die Bezeichnungen „Topik“ oder „Hintergrund“ und für das Rhema die Bezeichnungen „Comment“ / „Kommentar“, „Fokus“ und „Prädikation“ in unterschiedlichen Paarungen.
Molnár schlägt eine Zuordnung der unterschiedlichen Begriffspaare zu den drei Ebenen der Sprache im Organon-Modell von Karl Bühler vor:
- Senderebene des Ausdrucks: Fokus-Hintergrund-Gliederung (relevant – weniger relevant)
- Sachebene der Darstellung: Topik-Kommentar-Gliederung (worüber – was)
- Empfängerebene des Appells: Thema-Rhema-Gliederung